# Karel Havlíček (klávesista)
Karel Havlíček (* 31. července 1974 Praha) je český hudebník, komponista a producent. Užívá rovněž umělecký pseudonym Karzi.

## Život
Pochází z novinářské rodiny. Jeho otec byl zaměstnán na pozici fotoreportéra a posléze redaktora v České tiskové kanceláři (ČTK) a s celou rodinou se podle svého vyslání zaměstnavatelem stěhoval po různých místech ve světě. Zpět do rodného města se Karel Havlíček vrátil ve svých jedenácti letech. Posléze působil v kapele Southpaw.
V dospělosti skládá Havlíček jak filmovou či seriálovou hudbu, tak svou tvorbou doprovází rovněž reklamy a skládá i muzikály. Vytvořil například hudební doprovod pro americký snímek Lví archa (v originálu Lion Ark) režiséra Tima Phillipse, dále pro horor Ghoul od Petra Jákla či pro seriály Mamon a Terapie z produkce televizní stanice HBO Europe. Složil též hudební znělky pro české televizní stanice, a sice pro Českou televizi ke kanálům ČT sport a ČT24 včetně jejího pořadu Události, a dále pro privátní stanici Fanda (později Nova Action).